# Мікляєв Андрій Геннадійович
Андрій Геннадійович Мікляєв (узб. Andrey Gennadyevich Miklyayev; нар. 7 вересня 1967, Ташкент, Узбецька РСР) — радянський та узбецький футболіст, захисник та півзахисник. Нині тренер. З 2019 року головний тренер термезького «Сурхана».

## Кар'єра гравця
Вихованець ташкентського «Пахтакора», перший тренер — В. Бондаренко. Навчався у футбольній академії вище вказаного клубу. У 1984 році розпочав свою професіональну кар'єру в складі цього клубу. У 1987 році виступав за київський СКА та московський ЦСКА.
Наприкінці 1980-х років повернувся в «Пахтакор». У 1991—1994 роках виступав за ферганський «Нефтчі» й зіграв за цей клуб 116 матчів, в яких відзначився 6 голами. У другій частині 1990-х років виступав за «Пахтакор», «Політвідділ» і «Насаф». У 2000—2001 роках виступав за бекабадський «Металург» і в 2001 році завершив свою кар'єру футболіста в складі вище вказаного клубу.

## Кар'єра тренера
Через рік після завершення кар'єри футболіста, в 2002 році призначений головним тренером ташкентського «НБУ-Азія». Пропрацював на чолі цього клубу два сезони і в 2004 році перейшов у «Локомотив», очоливши ташкентських «залізничників». У 2005—2007 роках працював у тренерському штабі зарафшанського «Кизилкума». У 2008—2010 роках працював спортивним директором ташкентського «Локомотива». У 2010 році деякий час виконував обов'язки головного тренера «Локомотива». У 2011 році працював у тренерському штабі «Алмалика». У 2012 році повернувся в «Локомотив» й входив до тренерського штабу команди. У 2015 році знову деякий час виконував обов'язки головного тренера «Локомотива». З січня 2016 року по квітень 2018 року був головним тренером цього клубу.

## Титули і досягнення
Тренер
- Чемпіон Узбекистану (2):

«Локомотив»: 2016, 2017
- Володар Кубка Узбекистану (2):

«Локомотив»: 2016, 2017